# 张瑞杰
张瑞杰（1929年—），山东莒南人。中华人民共和国政治人物、外交官。
1949年加入中国共产党。历任驻朝鲜大使馆职员、随员、三等秘书，外交部亚洲司副科长、副处长、处长、副司长，驻伊朗大使馆参赞。1985年，接替赵源担任中华人民共和国驻埃塞俄比亚大使。1987年，由顾家骥接任。中华人民共和国驻斯里兰卡大使兼驻马尔代夫大使。